# تيروكي كوباياشي
تيروكي كوباياشي (باليابانية: 小林 久晃) (20 يونيو 1979 في إيباراكي في اليابان – )؛ هو لاعب كرة قدم ياباني سابق كان يلعب كمدافع.

## وصلات خارجية
- تيروكي كوباياشي على موقع رابطة كرة القدم اليابانية للمحترفين (اليابانية)
- تيروكي كوباياشي على موقع قاعدة بيانات كرة القدم.إي يو (الإنجليزية)
- تيروكي كوباياشي على موقع Soccerway.com (الإنجليزية)
- تيروكي كوباياشي على موقع عالم كرة القدم.نت (الإنجليزية)
- تيروكي كوباياشي على موقع كووورة